# Elsie Windes
Elsie Windes (17 de juny de 1985) és una jugadora de waterpolo estatunidenca. Després de jugar per la Universitat de Califòrnia, es va unir a la selecció nacional dels Estats Units el 2006. Ella va ajudar els EUA a guanyar una medalla de plata als Jocs Olímpics de 2008 i una medalla d'or als Jocs Olímpics de 2012.

## Carrera
Windes va jugar en l'equip de waterpolo en Beaverton High School. Ella va ser la MVP de l'Estat d'Oregon de 2003 i va portar al seu equip al campionat estatal de 2003. Ella també va guanyar tots els honors de la lliga en tres ocasions.
Windes va començar la seva carrera universitària a la Universitat de Califòrnia en 2004. Com a estudiant de primer any, va anotar 33 gols per classificar segona en l'equip. Ella va portar als Bears en la puntuació de l'any següent, amb 51 gols, i va ser el tercer equip d'All-American. En 2006, Windes va dirigir l'equip de nou, amb 40 gols. Va ser nomenada per al segon equip d'All-American. Va anotar 23 gols en el seu últim any en el 2007. Ella té l'octava major quantitat de gols en la història de l'escola.
Windes s'unieó a la selecció nacional dels EUA en 2006. En 2007, va anotar cinc gols en la Lliga Mundial FINA Super Final i quatre gols en els Jocs Panamericanos, ajudant als EUA a primers llocs en els dos tornejos. En 2008, Windes tenia cinc gols en la Lliga Mundial FINA Super Final, com a part dels EUA va acabar en segon lloc. Ella va guanyar una medalla de plata amb els EUA en els Jocs Olímpics d'Estiu de 2008, marcant un gol.

## Vida personal
Windes va néixer el 17 de juny de 1985, a Portland, Oregon. Ella resideix en Huntington Beach, Califòrnia. Mesura 5 peus i 11 polzades d'altura. Tant el seu pare com la seva germana practiquen el waterpolo.